# Lorena Miranda
Lorena Miranda Dorado (Ceuta, 7 de abril de 1991) é uma jogadora de polo aquático espanhola, medalhista olímpica.

## Carreira
Miranda fez parte da equipe da Espanha que conquistou a medalha de prata nos Jogos Olímpicos de 2012, em Londres.